# Пха Лак Пха Лам
Пха Лак Пха Лам или Пхра Лак Пхра Рам (ພຣະລັກພຣະຣາມ; Phra Lak Phra Lam; [pʰaː lɑk pʰaː raːm]; «Лакшмана и Рама») — лаосская версия древнеиндийского эпоса «Рамаяна». Название произошло от имён Рамы и Лакшмана на лаосском языке. Существует несколько версий этой поэмы. Также как и в малайской версии «Рамаяны», «Хикаят Сери Рама», в «Пха Лак Пха Лам» отводится более значимая роль Лакшману. Будда описывается в поэме как воплощение Рамы. В Лаосе «Пха Лак Пха Лам» почитается как священное предание.
«Пха Лак Пха Лам» является одной из двух сохранившихся до наших дней версий лаосской «Рамаяны». Другая версия — это два коротких рассказа в составе местной «Панчатантры», «Пха Лам садок» («Джатака о Раме»). Изначально «Пха Лак Пха Лам» была написана на пальмовых листьях. Полностью поэма была опубликована сравнительно недавно, ранее она существовала лишь во фрагментах. Её стихи имеют изысканный стиль и изобилуют ассонансами и внутренними рифмами. Текст поэмы традиционно использовался в постановках классического лаосского театра, одного из видов балета-пантомимы — рода искусства, которое пользуется большой популярностью в Лаосе и в котором декламация поэмы сопровождается танцами и музыкой. Лаосские барельефы и фрески на сюжеты «Пха Лак Пха Лам» представляют собой своего рода иллюстрации к погибшим рукописям поэмы.
Кроме «Пха Лак Пха Лам», содержание «Рамаяны», важнейшие её эпизоды и мотивы так или иначе вошли в состав многих произведений лаосской средневековой литературы. Их персонажи: благородный принц, его верная жена, демон-чудовище, в борьбе с принцем принимающий различные облики, благочестивый отшельник и покровительствующий принцу Индра — в той или иной мере напоминают героев «Рамаяны». Также перекликается с темой индийского эпоса основная тема любви в разлуке. Вместе с тем эти памятники лаосской литературы пронизаны глубоко национальным духом, в них вдохновенно воспевается родная страна, её природа и жители.
Герои поэмы и их соответствие персонажам «Рамаяны»:
- Рама — Пха Лам
- Сита — Нанг Сида
- Равана — Хапкханасоуане
- Лакшмана — Пха Лак
- Хануман — Хоуламан